# Enoch Eenboum
Enoch Eenboum var en svensk kyrkomålare verksam i slutet av 1600-talet.
Eenboum utförde målningsarbeten i de båda västgötakyrkorna Frösve och Säter i slutet av 1600-talet. I Frösve målade han predikstolsstaketet 1698 och i Säter hela predikstolen 1700.